# Eugenia psidioidea
Eugenia psidioidea là một loài thực vật có hoa trong Họ Đào kim nương. Loài này được (J.Guého & A.J.Scott) N.Snow mô tả khoa học đầu tiên năm 2008.